# Popis misija programa Space Shuttle
Ovo je Popis misija programa Space Shuttle, uključujući letove s ljudskom posadom, planirane letove i moguće ili neostvarene misije spašavanja. Informacije prikazana na tablicama uključuju redni broj leta, dezignaciju misije, datum lansiranja, trajanje misije, korišteni orbiter, broj posade (lansirani/sletjeli) i mjesto slijetanja. Pregled statistike za sve misije Shuttlea prikazan je na odvojenim tablicama.

## Numeriranje letova
Američki Space Shuttle program službeno je nazvan Space Transportation System ili STS (svemirski transportni sustav). Pojedinačne misije Shuttlea stoga su dezignirane s prefiksom "STS". Izvorno, lansiranjima su dodjeljivani uzastopni brojevi u skladu s redom lansiranja. Takva shema je potrajala tijekom 25 lansiranja i 8 otkazivanja, do STS-33.
Radi triskaidekafobije NASA-inog upravitelja Jamesa M. Beggsa i sukladne nevoljkosti da nadolazeću misiju STS-41-G nazove STS-13, počevši od 1984., svakoj je misiji dodijeljen također i kod, kao STS-41-B, s prvom brojkom koja je označavala saveznu poreznu godinu od početka programa (41-B bio je predviđen za
FY 1984, 51-L izvorno za FY 1985, dok bi treći let u FY 1995. bio nazvan 151-C), druga brojka označavala bi mjesto lansiranja (1 je Svemirski centar Kennedy, 2 je lansirni kopleks 6 u zrakolovnoj bazi Vandenberg, premda nije nikada korišten), dok slovo označava slijed rasporeda. Kao i s uzastopnim brojevima, takvi kodovi su se dodjeljivali kada su lansiranja bila izvorno predviđena i nisu su mijenjali dok su misije bile odgađane ili preraspoređivane.
Premda su kodovi bili prihvaćeni od STS-41-B do STS-51-L, uzastopni brojevi bili su interno korišteni na svim dokumetima u NASA-i. Letovima su označavani uzastopnim brojevima od STS-9 do STS-33. S povratkom letova 1988., NASA je dezignacije započela s STS-26R, sa sufiksom "reflight" radi razlikovanja od prethodnih misija, što je potrajalo do STS-33R.
Nakon katastrofe Challengera, korišteno je samo uzastopno numeriranje, premda za razliku od početnog sistema, dodjeljivanje brojeva temeljeno na izvornom rasporedu ne mora odražavati redosljed polijetanja. Slovo označava da je primijenjen sustav međunumeriranja, te je let STS-51 (misija Discoveryja 1993.) obavljen mnogo godina kasnije u odnosu na STS-51-A (Discoveryjev drugi let 1984.).

### Misije spašavanja
STS-300 bila je dezignacija za Space Shuttle Launch on Need (LON) lansiranja u kratkom roku nakon STS-114 i STS-121, u slučaju da je Shuttle oštećen ili da nije u mogućnosti vratiti se sigurno na Zemlju. Nakon STS-121, misija spašavanja za STS-115, u slučaju potrebe, bila bi nazvana STS-301, te je dezignacija sukladno mijenjana za iduće misije. Sada se temelje na odgovarajućoj redovnoj misiji koju bi zamijenila u slučaju da je potrebno spašavanje. Na primjer, misija spašavanja za STS-116 nazvana je STS-317, 
jer je redovna predviđena misija nakon STS-116 bila STS-117, te bi ju preuzeli letjelica i posada predviđeni za taj let.

## Statistike leta
| Shuttle      | Letova | Letnih dana       | Orbite | Najduži let     | Prvi let | Prvi let       | Zadnji let | Zadnji let     | Mir/ISS pristajanja |
| Shuttle      | Letova | Letnih dana       | Orbite | Najduži let     | STS      | Datum          | STS        | Datum          | Mir/ISS pristajanja |
| ------------ | ------ | ----------------- | ------ | --------------- | -------- | -------------- | ---------- | -------------- | ------------------- |
| Columbia *   | 28     | 300d 17h 46m 42s  | 4808   | 17d 15h 53m 18s | STS-1    | 13. tra. 1981. | STS-107 *  | 16. sij. 2003. | 0 / 0               |
| Challenger * | 10     | 62d 07h 56m 15s   | 995    | 08d 05h 23m 33s | STS-6    | 4. tra. 1983.  | STS-51-L * | 28 sij. 1986.  | 0 / 0               |
| Discovery x  | 39     | 365d 12h 53m 34s  | 5830   | 15d 02h 48m 08s | STS-41-D | 30. kol. 1984. | STS-133    | 24. vel. 2011. | 1 / 13              |
| Atlantis     | 32     | 293d 18h 29m 37s  | 4648   | 13d 20h 12m 44s | STS-51-J | 3. lis. 1985.  | STS-132    | 14. svi. 2010. | 7 / 11              |
| Endeavour x  | 25     | 296d 02h 18m 35s  | 4677   | 16d 15h 08m 48s | STS-49   | 7. svi. 1992.  | STS-134    | 16. svi. 2010. | 1 / 12              |
| Ukupno       | 134    | 1316d 19h 24m 43s | 20 958 |                 |          |                |            |                | 9 / 36              |

* Nije više u službi (uništen)
x Povučen, više se koristi

### Ostali shuttleovi
| Shuttle    | Letnih dana | Orbita | Udaljenost (km) | Udaljenost (mi) | Atmosferskih letova | Najduži let (dana) | Posada i putnici | Mir/ISS Pristajanja |
| ---------- | ----------- | ------ | --------------- | --------------- | ------------------- | ------------------ | ---------------- | ------------------- |
| Enterprise | 0,014       | 0      | Nepoznato       | Nepoznato       | 5                   | 0,004              | >3               | 0 / 0               |

## Popis letova
Vidi još: Vremenski slijed Space Shuttle misija

### Pokusni letovi
| Rd. br. | Dan           | Godina | Misija | Shuttle    | Posada | Trajanje    | Mjesto slijetanja | Napomene                                                                    |
| ------- | ------------- | ------ | ------ | ---------- | ------ | ----------- | ----------------- | --------------------------------------------------------------------------- |
| 1       | 12. kolovoza  | 1977.  | ALT-12 | Enterprise | 2      | 00d 00h 05m | Edwards           | Prvi slobodni let [Space Shuttlea; prvi slobodni let Enterprisea            |
| 2       | 13. rujna     | 1977.  | ALT-13 | Enterprise | 2      | 00d 00h 05m | Edwards           | Drugi slobodni let                                                          |
| 3       | 23. rujna     | 1977.  | ALT-14 | Enterprise | 2      | 00d 00h 05m | Edwards           | Treći slobodni let                                                          |
| 4       | 12. listopada | 1977.  | ALT-15 | Enterprise | 2      | 00d 00h 02m | Edwards           | Četvrti slobodni let; prvi let bez repnog konusa (operativna konfiguracija) |
| 5       | 26. listopada | 1977.  | ALT-16 | Enterprise | 2      | 00d 00h 02m | Edwards           | Posljednji slobodni let; posljednji slobodni let Enterprisea                |

### Lansiranja i orbitalni letovi
| Rd. br. | Dan           | Godina | Misija   | Shuttle    | Posada | Trajanje        | Mjesto slijetanja | Napomene |
| ------- | ------------- | ------ | -------- | ---------- | ------ | --------------- | ----------------- | --- |
| 1       | 12. travnja   | 1981.  | STS-1    | Columbia   | 2      | 02d 06h         | Edwards           | Prvi let svemirske letjelice za višekratno korištenje, prvi let Shuttlea Columbia |
| 2       | 12. studenoga | 1981.  | STS-2    | Columbia   | 2      | 02d 06h         | Edwards           | Prvo ponovno korištenje svemirske letjelice s ljudskom posadom, prvo testiranje automatskog krana Canadarm, misija skraćena radi problema s ćelijom goriva                                        |
| 3       | 22. ožujka    | 1982.  | STS-3    | Columbia   | 2      | 08d 00h         | White Sands       | Let istraživanja i razvoja, prvo i jedino slijetanje u White Sands, Novi Meksiko |
| 4       | 27. lipnja    | 1982.  | STS-4    | Columbia   | 2      | 07d 01h         | Edwards           | Posljednji let istraživanja i razvoja, prvi teret za ministarstvo obrane |
| 5       | 11. studenoga | 1982.  | STS-5    | Columbia   | 4      | 05d 02h         | Edwards           | Višestruko postavljanje komunikacijskih satelita. Prvi EVA u programu otkazan radi problema s odijelima                                                                                           |
| 6       | 4. travnja    | 1983.  | STS-6    | Challenger | 4      | 05d 00h         | Edwards           | Postavljanje satelita TDRS, prvi let Challengera, Prvi EVA u programu Space Shuttle |
| 7       | 18. lipnja    | 1983.  | STS-7    | Challenger | 5      | 06d 02h         | Edwards           | Prva Amerikanka u svemiru - Sally Ride, višestruka lansiranja komunikacijskih satelita, prvo postavljanje i povratak satelita SPAS                                                                |
| 8       | 30. kolovoza  | 1983.  | STS-8    | Challenger | 5      | 06d 01h         | Edwards           | Lansiranje kom. satelita, prvi svemirski let Afroamerikanca - Guion Bluford, testiranje automatskog krana na teškim teretima s Payload Flight Test Article                                        |
| 9       | 28. studenoga | 1983.  | STS-9    | Columbia   | 6      | 10d 07h         | Edwards           | Prva Spacelab misija |
| 10      | 3. veljače    | 1984.  | STS-41-B | Challenger | 5      | 07d 23h         | Kennedy           | Lansiranja kom. satelita, prvi slobodni svemirski let astronauta Brucea McCandlessa pomoću ljudske manevarske jedinice, prvo slijetanje u KSC, testiranje opreme za spašavanje satelita Solar Max |
| 11      | 6. travnja    | 1984.  | STS-41-C | Challenger | 5      | 06d 23h         | Edwards           | Servisiranje satelita Solar Max (prvo spašavanje satelita od strane astronauta), LDEF lansiranje                                                                                                  |
| 12      | 30. kolovoza  | 1984.  | STS-41-D | Discovery  | 6      | 06d 00h         | Edwards           | Višestruka lansiranja kom. satelita, prvi let Discoveryja, testiranje solarnog postava OAST-1 |
| 13      | 5. listopada  | 1984.  | STS-41-G | Challenger | 7      | 08d 05h         | Kennedy           | Lansiranje Earth Radiation Budget Satellite, prvi let dvije žene u svemiru - Ride i Sullivan, prva svemirska šetnja jedne amerikanke - Kathryn Sullivan, prvi Kanađanin u svemiru - Marc Garneau  |
| 14      | 8. studenoga  | 1984.  | STS-51-A | Discovery  | 5      | 07d 23h         | Kennedy           | Višestruka lansiranja kom. satelita, povratak dva kom. satelita, Palapa B2 i Westar VI koji su obnovljeni na Zemlji i ponovo lansirani                                                            |
| 15      | 24. siječnja  | 1985.  | STS-51-C | Discovery  | 5      | 03d 01h         | Kennedy           | Prva tajna misija Ministarstva obrane SAD-a (DoD), lansiran satelit Magnum |
| 16      | 12. travnja   | 1985.  | STS-51-D | Discovery  | 7      | 06d 23h         | Kennedy           | Višestruka lansiranja kom. satelita, prvi svemirski let aktivnog političara - Jake Garn, prvo neplanirano korištenje EVA u programu radi popravka Syncom F3 (Leasat 3)                            |
| 17      | 29. travnja   | 1985.  | STS-51-B | Challenger | 7      | 07d 00h         | Edwards           | Misija Spacelab |
| 18      | 17. lipnja    | 1985.  | STS-51-G | Discovery  | 7      | 07d 01h         | Edwards           | Višestruka lansiranja kom. satelita |
| 19      | 29. srpnja    | 1985.  | STS-51-F | Challenger | 7      | 07d 22h         | Edwards           | Misija Spacelab |
| 20      | 27. kolovoza  | 1985.  | STS-51-I | Discovery  | 5      | 07d 02h         | Edwards           | Višestruka lansiranja kom. satelita, spašavanje satelita Syncom F3 (Leasat-3) |
| 21      | 3. listopada  | 1985.  | STS-51-J | Atlantis   | 5      | 04d 01h         | Edwards           | Druga tajna misija Ministarstva obrane, lansiranje satelita DSCS, prvi let Atlantisa |
| 22      | 30. listopada | 1985.  | STS-61-A | Challenger | 8      | 07d 00h         | Edwards           | Misija Spacelab, posljednja uspješna misija Challengera |
| 23      | 26. studenoga | 1985.  | STS-61-B | Atlantis   | 7      | 06d 21h         | Edwards           | Višestruka lansiranja kom. satelita, EASE/ACCESS eksperiment |
| 24      | 12. siječnja  | 1986.  | STS-61-C | Columbia   | 7      | 06d 02h         | Edwards           | Lansiranja kom. satelita, let američkog kongresmena Billa Nelsona |
| 25      | 28. siječnja  | 1986.  | STS-51-L | Challenger | 7      | 00d 00h 01m 13s | N/A               | Planirano lansiranje TDRS, Gubitak posade i letjelice, Teacher in Space Flight |
| 26      | 29. rujna     | 1988.  | STS-26   | Discovery  | 5      | 04d 01h         | Edwards           | Lansiranje TDRS, prvi let nakon Challengera |
| 27      | 2. prosinca   | 1988.  | STS-27   | Atlantis   | 5      | 04d 09h         | Edwards           | Treća tajna misija Ministarstva obrane, lansiranje satelita Lacrosse 1 |
| 28      | 13. ožujka    | 1989.  | STS-29   | Discovery  | 5      | 04d 23h         | Edwards           | TDRS-D/IUS, IMAX, eksperiment SHARE I space station radiator |
| 29      | 4. svibnja    | 1989.  | STS-30   | Atlantis   | 5      | 04d 00h         | Edwards           | Lansiranje sonde Magellan za Veneru |
| 30      | 8. kolovoza   | 1989.  | STS-28   | Columbia   | 5      | 05d 01h         | Edwards           | Četvrta tajna misija Ministarstva obrane, lansiranje sustava Satellite Data |
| 31      | 18. listopada | 1989.  | STS-34   | Atlantis   | 5      | 04d 23h         | Edwards           | Lansiranje letjelice Galileo za Jupiter, IMAX |
| 32      | 22. studenoga | 1989.  | STS-33   | Discovery  | 5      | 05d 00h         | Edwards           | Peta tajna misija Ministarstva obrane, Magnum/IUS |
| 33      | 9. siječnja   | 1990.  | STS-32   | Columbia   | 5      | 10d 21h         | Edwards           | Lansiranje satelita SYNCOM IV-F5, povratak LDEF, IMAX |
| 34      | 28, veljače   | 1990.  | STS-36   | Atlantis   | 5      | 04d 10h         | Edwards           | Šesta tajna misija Ministarstva obrane, lansiranje špijunskog satelita Misty |
| 35      | 24. travnja   | 1990.  | STS-31   | Discovery  | 5      | 05d 01h         | Edwards           | Lansiranje svemirskog teleskopa Hubble |
| 36      | 6. listopada  | 1990.  | STS-41   | Discovery  | 5      | 04d 02h         | Edwards           | Lansiranje solarne sonde Ulysses/IUS |
| 37      | 15. studenoga | 1990.  | STS-38   | Atlantis   | 5      | 04d 21h         | Kennedy           | Sedma tajna misija Ministarstva obrane. Vjerojatno postavljen SDS2-2 |
| 38      | 2. prosinca   | 1990.  | STS-35   | Columbia   | 7      | 08d 23h         | Edwards           | Korištenje opservatorija ASTRO-1 |
| 39      | 5. travnja    | 1991.  | STS-37   | Atlantis   | 5      | 05d 23h         | Edwards           | Lansiranje Compton Gamma Ray Observatory |
| 40      | 28. travnja   | 1991.  | STS-39   | Discovery  | 7      | 08d 07h         | Kennedy           | Prva javna misija Ministarstva obrane. Vojni znanstveni eksperimenti |
| 41      | 5. lipnja     | 1991.  | STS-40   | Columbia   | 7      | 09d 02h         | Edwards           | Misija Spacelab |
| 42      | 2. kolovoza   | 1991.  | STS-43   | Atlantis   | 5      | 08d 21h         | Kennedy           | Lansiranje TDRS |
| 43      | 12. rujna     | 1991.  | STS-48   | Discovery  | 5      | 05d 08h         | Edwards           | Lansriranje Upper Atmosphere Research Satellite |
| 44      | 24. studenoga | 1991.  | STS-44   | Atlantis   | 6      | 06d 22h         | Edwards           | Lansiranje satelita DSP |
| 45      | 22. siječnja  | 1992.  | STS-42   | Discovery  | 7      | 08d 01h         | Edwards           | Misija Spacelab |
| 46      | 24. ožujka    | 1992.  | STS-45   | Atlantis   | 7      | 08d 22h         | Kennedy           | Znanstvena platforma ATLAS-1 |
| 47      | 7. svibnja    | 1992.  | STS-49   | Endeavour  | 7      | 08d 21h         | Edwards           | Popravak Intelsat VI, prvi let Endeavour. Prvi EVA s tri osobe. Eksperiment ASEM (Assembly of Station by EVA Methods), rekordnih četiri EVA u misiji.                                             |
| 48      | 25. lipnja    | 1992.  | STS-50   | Columbia   | 7      | 13d 19h         | Kennedy           | Misija Spacelab |
| 49      | 31. srpnja    | 1992.  | STS-46   | Atlantis   | 7      | 07d 23h         | Kennedy           | EURECA i zajednički NASA/Talijanski satelitski sustav TSS |
| 50      | 12. rujna     | 1992.  | STS-47   | Endeavour  | 7      | 07d 22h         | Kennedy           | Misija Spacelab SL-J(Japan). |
| 51      | 22. listopada | 1992.  | STS-52   | Columbia   | 6      | 09d 20h         | Kennedy           | LAGEOS II, mikrogravitacijski eksperimenti |
| 52      | 2. prosinca   | 1992.  | STS-53   | Discovery  | 5      | 07d 07h         | Edwards           | Djelomično tajna deseta i posljednja misija Ministarstva obrane. Vjerojatno postavljanje satelita SDS2                                                                                            |
| 53      | 13. siječnja  | 1993.  | STS-54   | Endeavour  | 5      | 05d 23h         | Kennedy           | Lansiranje TDRS-F/IUS |
| 54      | 8. travnja    | 1993.  | STS-56   | Discovery  | 5      | 09d 06h         | Kennedy           | Znanstvena platforma ATLAS-2 |
| 55      | 26. travnja   | 1993.  | STS-55   | Columbia   | 7      | 09d 23h         | Edwards           | Misija Spacelab |
| 56      | 21. lipnja    | 1993.  | STS-57   | Endeavour  | 6      | 09d 23h         | Kennedy           | SPACEHAB, EURECA |
| 57      | 12. rujna     | 1993.  | STS-51   | Discovery  | 5      | 09d 20h         | Kennedy           | Lansiran satelit ACTS, SPAS-Orfeus s IMAX kamerom. |
| 58      | 18. listopada | 1993.  | STS-58   | Columbia   | 7      | 14d 00h         | Edwards           | Misija Spacelab |
| 59      | 2. prosinca   | 1993.  | STS-61   | Endeavour  | 7      | 10d 19h         | Kennedy           | Servisiranje svemirskog teleskopa Hubble |
| 60      | 3. veljače    | 1994.  | STS-60   | Discovery  | 6      | 07d 06h         | Kennedy           | SPACEHAB, Wake Shield Facility |
| 61      | 4. ožujka     | 1994.  | STS-62   | Columbia   | 5      | 13d 23h         | Kennedy           | Mikrogravitacijski eksperimenti |
| 62      | 9. travnja    | 1994.  | STS-59   | Endeavour  | 6      | 11d 05h         | Edwards           | Shuttle Radar Laboratory-1 |
| 63      | 8. srpnja     | 1994.  | STS-65   | Columbia   | 7      | 14d 17h         | Kennedy           | Misija Spacelab |
| 64      | 9. rujna      | 1994.  | STS-64   | Discovery  | 6      | 10d 22h         | Edwards           | Višestruki znanstveni eksperimenti, SPARTAN |
| 65      | 3. rujna      | 1994.  | STS-68   | Endeavour  | 6      | 11d 05h         | Edwards           | Space Radar Laboratory-2 |
| 66      | 3. studenoga  | 1994.  | STS-66   | Atlantis   | 6      | 10d 22h         | Edwards           | Znanstvena platforma ATLAS-3 |
| 67      | 3. veljače    | 1995.  | STS-63   | Discovery  | 6      | 08d 06h         | Kennedy           | Mir randevu, Spacehab, IMAX |
| 68      | 2. ožujka     | 1995.  | STS-67   | Endeavour  | 7      | 16d 15h         | Edwards           | ASTRO-2 |
| 69      | 27. lipnja    | 1995.  | STS-71   | Atlantis   | 7/8    | 09d 19h         | Kennedy           | Prvo pristajanje na Mir |
| 70      | 13. srpnja    | 1995.  | STS-70   | Discovery  | 5      | 08d 22h         | Kennedy           | Lansiranje TDRS-G/IUS |
| 71      | 7. rujna      | 1995.  | STS-69   | Endeavour  | 5      | 10d 20h         | Kennedy           | Wake Shield Facility, SPARTAN |
| 72      | 20. listopada | 1995.  | STS-73   | Columbia   | 7      | 15d 21h         | Kennedy           | Misija Spacelab |
| 73      | 12. studenoga | 1995.  | STS-74   | Atlantis   | 5      | 08d 04h         | Kennedy           | Drugo pristajanje na Mir. Isporučen modul za pristajanje. IMAX cargo bay camera. |
| 74      | 11. siječnja  | 1996.  | STS-72   | Endeavour  | 6      | 08d 22h         | Kennedy           | Vraćena Japanska letjelica Space Flyer Unit, 2 EVA |
| 75      | 22. veljače   | 1996.  | STS-75   | Columbia   | 7      | 15d 17h         | Kennedy           | Ponovno postavljanje privezanog satelita (Tethered Satellite System), izgubljen radi puknuća veze                                                                                                 |
| 76      | 22. ožujka    | 1996.  | STS-76   | Atlantis   | 6/5    | 09d 05h         | Edwards           | Pristajanje Shuttle-Mir |
| 77      | 19. svibnja   | 1996.  | STS-77   | Endeavour  | 6      | 10d 00h         | Kennedy           | SPACEHAB, SPARTAN |
| 78      | 20. lipnja    | 1996.  | STS-78   | Columbia   | 7      | 16d 21h         | Kennedy           | Misija Spacelab |
| 79      | 16. rujna     | 1996.  | STS-79   | Atlantis   | 6/6    | 10d 03h         | Kennedy           | Pristajanje Shuttle-Mir |
| 80      | 19. studenoga | 1996.  | STS-80   | Columbia   | 5      | 17d 15h         | Kennedy           | Wake Shield Facility, ASTRO-SPAS |
| 81      | 12. siječnja  | 1997.  | STS-81   | Atlantis   | 6/6    | 10d 04h         | Kennedy           | Pristajanje Shuttle-Mir |
| 82      | 11. veljače   | 1997.  | STS-82   | Discovery  | 7      | 09d 23h         | Kennedy           | Servisiranje svemirskog teleskopa Hubble |
| 83      | 4. travnja    | 1997.  | STS-83   | Columbia   | 7      | 03d 23h         | Kennedy           | Misija skraćena radi problema s ćelijom goriva |
| 84      | 15. svibnja   | 1997.  | STS-84   | Atlantis   | 7/7    | 09d 05h         | Kennedy           | Pristajanje Shuttle-Mir |
| 85      | 1. srpnja     | 1997.  | STS-94   | Columbia   | 7      | 15d 16h         | Kennedy           | Misija Spacelab |
| 86      | 7. kolovoza   | 1997.  | STS-85   | Discovery  | 6      | 11d 20h         | Kennedy           | CRISTA-SPAS |
| 87      | 25. rujna     | 1997.  | STS-86   | Atlantis   | 7/7    | 10d 19h         | Kennedy           | Pristajanje Shuttle-Mir |
| 88      | 19. studenoga | 1997.  | STS-87   | Columbia   | 6      | 15d 16h         | Kennedy           | Mikrogravitacijski eksperimenti, 2 EVA, SPARTAN |
| 89      | 22. siječnja  | 1998.  | STS-89   | Endeavour  | 7/7    | 08d 19h         | Kennedy           | Pristajanje Shuttle-Mir |
| 90      | 17. travnja   | 1998.  | STS-90   | Columbia   | 7      | 15d 21h         | Kennedy           | Misija Spacelab |
| 91      | 2. lipnja     | 1998.  | STS-91   | Discovery  | 6/7    | 09d 19h         | Kennedy           | Posljednje pristajanje Shuttle-Mir |
| 92      | 29. listopada | 1998.  | STS-95   | Discovery  | 7      | 08d 21h         | Kennedy           | SPACEHAB, John Glenn ponovo u svemiru |
| 93      | 4. prosinca   | 1998.  | STS-88   | Endeavour  | 6      | 11d 19h         | Kennedy           | Sklapanje ISS let 2A: Node 1. Prvi let Space Shuttlea na sklapanju ISS-a |
| 94      | 27. svibnja   | 1999.  | STS-96   | Discovery  | 7      | 09d 19h         | Kennedy           | Snabdijevanje ISS |
| 95      | 23. srpnja    | 1999.  | STS-93   | Columbia   | 5      | 04d 22h         | Kennedy           | Lansiranje teleskopa Chandra |
| 96      | 19. prosinca  | 1999.  | STS-103  | Discovery  | 7      | 07d 23h         | Kennedy           | Servisiranje svemirskog teleskopa Hubble |
| 97      | 11. veljače   | 2000.  | STS-99   | Endeavour  | 6      | 11d 05h         | Kennedy           | Misija radarske topografije |
| 98      | 19. svibnja   | 2000.  | STS-101  | Atlantis   | 7      | 09d 21h         | Kennedy           | Snabdijevanje ISS |
| 99      | 8. rujna      | 2000.  | STS-106  | Atlantis   | 7      | 11d 19h         | Kennedy           | Snabdijevanje ISS |
| 100     | 11. listopada | 2000.  | STS-92   | Discovery  | 7      | 12d 21h         | Edwards           | Sklapanje ISS let 3A: Z1 truss |
| 101     | 30. studenoga | 2000.  | STS-97   | Endeavour  | 5      | 10d 19h         | Kennedy           | Sklapanje ISS let 4A: P6 postav solarnih grijača |
| 102     | 7. veljače    | 2001.  | STS-98   | Atlantis   | 5      | 12d 21h         | Edwards           | Sklapanje ISS let 5A: Destiny lab |
| 103     | 8. ožujka     | 2001.  | STS-102  | Discovery  | 7/7    | 12d 19h         | Kennedy           | Snabdijevanje ISS, rotacija posade |
| 104     | 19. travnja   | 2001.  | STS-100  | Endeavour  | 7      | 11d 21h         | Edwards           | Sklapanje ISS let 6A: Canadarm2, prva kanadska svemirska šetnja - Chris Hadfield |
| 105     | 12. srpnja    | 2001.  | STS-104  | Atlantis   | 5      | 12d 18h         | Kennedy           | Sklapanje ISS let 7A: Quest Joint Airlock |
| 106     | 10. kolovoza  | 2001.  | STS-105  | Discovery  | 7/7    | 11d 21h         | Kennedy           | Snabdijevanje ISS, rotacija posade |
| 107     | 5. prosinca   | 2001.  | STS-108  | Endeavour  | 7/7    | 11d 19h         | Kennedy           | Snabdijevanje ISS, rotacija posade |
| 108     | 1. ožujka     | 2002.  | STS-109  | Columbia   | 7      | 10d 22h         | Kennedy           | Servisiranje svemirskog teleskopa Hubble, posljednja uspješna misija za Columbiju prije STS-107                                                                                                   |
| 109     | 8. travnja    | 2002.  | STS-110  | Atlantis   | 7      | 10d 19h         | Kennedy           | Sklapanje ISS let 8A: S0 truss |
| 110     | 5. lipnja     | 2002.  | STS-111  | Endeavour  | 7/7    | 13d 20h         | Edwards           | Snabdijevanje ISS, rotacija posade, Mobile Base System |
| 111     | 7. listopada  | 2002.  | STS-112  | Atlantis   | 6      | 10d 19h         | Kennedy           | Sklapanje ISS let 9A: S1 truss |
| 112     | 23. studenoga | 2002.  | STS-113  | Endeavour  | 7/7    | 13d 18h         | Kennedy           | Sklapanje ISS let 11A: P1 truss, rotacija posade, posljednja uspješna misjja prije STS-107 |
| 113     | 16. siječnja  | 2003.  | STS-107  | Columbia   | 7      | 15d 22h         | N/A (Ken.)        | SPACEHAB, Gubitak posade i letjelice prije slijetanja u KSC |
| 114     | 26. srpnja    | 2005.  | STS-114  | Discovery  | 7      | 13d 21h         | Edwards           | Prva misija nakon Columbije. Testiranje/procjena sigurnosti leta, ISS snabdijevanje/popravak, MPLM Raffaello                                                                                      |
| 115     | 4. srpnja     | 2006.  | STS-121  | Discovery  | 7/6    | 12d 18h         | Kennedy           | ISS let ULF1.1: snabdijevanje, rotacija posade, MPLM Leonardo |
| 116     | 9. rujna      | 2006.  | STS-115  | Atlantis   | 6      | 11d 19h         | Kennedy           | Sklapanje ISS let 12A: P3/P4 Truss, solarni postavi |
| 117     | 9. prosinca   | 2006.  | STS-116  | Discovery  | 7/7    | 12d 21h         | Kennedy           | Sklapanje ISS let 12A.1: P5 Truss i Spacehab-SM, rotacija posade |
| 118     | 8. lipnja     | 2007.  | STS-117  | Atlantis   | 7/7    | 13d 20h         | Edwards           | Sklapanje ISS let 13A: S3/S4 Truss, solarni postavi, rotacija posade |
| 119     | 8, kolovoza   | 2007.  | STS-118  | Endeavour  | 7      | 12d 18h         | Kennedy           | Sklapanje ISS let 13A.1: S5 Truss, Spacehab-SM i ESP3. Prvo korištenje sustava izmjene energije Stanica-Shuttle (SSPTS)                                                                           |
| 120     | 23. listopada | 2007.  | STS-120  | Discovery  | 7/7    | 15d 02h         | Kennedy           | Sklapanje ISS] let 10A: modul Harmony, rotacija posade |
| 121     | 7. veljače    | 2008.  | STS-122  | Atlantis   | 7/7    | 12d 18h         | Kennedy           | Sklapanje ISS let 1E: laboratorij Columbus, rotacija posade |
| 122     | 11. ožujka    | 2008.  | STS-123  | Endeavour  | 7/7    | 15d 18h         | Kennedy           | Sklapanje ISS let 1J/A: JEM ELM PS i SPDM, rotacija posade |
| 123     | 31. svibnja   | 2008.  | STS-124  | Discovery  | 7/7    | 13d 18h         | Kennedy           | Sklapanje ISS let 1J: JEM - modul Kibo i JEM RMS |
| 124     | 14. studenoga | 2008.  | STS-126  | Endeavour  | 7/7    | 15d 20h         | Edwards           | Sklapanje ISS let ULF2: MPLM Leonardo, rotacija posade |
| 125     | 15. ožujka    | 2009.  | STS-119  | Discovery  | 7/7    | 12d 19h         | Kennedy           | Sklapanje ISS let 15A: S6 Truss, solarni postavi |
| 126     | 11. svibnja   | 2009.  | STS-125  | Atlantis   | 7      | 12d 21h         | Edwards           | Posljednja misija servisiranja svemirskog teleskopa Hubble (HST SM-04). Zadnji let bez pristajanja na ISS                                                                                         |
| 127     | 15. srpnja    | 2009.  | STS-127  | Endeavour  | 7/7    | 15d 16h         | Kennedy           | Sklapanje ISS let 2J/A: JEM Exposed Facility (EF) i JEM ELM ES |
| 128     | 28. kolovoza  | 2009.  | STS-128  | Discovery  | 7/7    | 13d 21h         | Edwards           | Sklapanje ISS let 17A: MPLM Leonardo i 6 osoba ISS posade |
| 129     | 16. studenoga | 2009.  | STS-129  | Atlantis   | 6/7    | 10d 19h         | Kennedy           | Sklapanje ISS let ULF3: ELCs 1 & 2 |
| 130     | 8. veljače    | 2010.  | STS-130  | Endeavour  | 6      | 13d 18h         | Kennedy           | Sklapanje ISS let 20A: Node 3 and Kupola. |
| 131     | 5. travnja    | 2010.  | STS-131  | Discovery  | 7      | 15d 03h         | Kennedy           | Sklapanje ISS let 19A: Utility and Logistics Flight 4: modul Leonardo. |
| 132     | 14. svibnja   | 2010.  | STS-132  | Atlantis   | 6      | 11d 18h         | Kennedy           | Sklapanje ISS let ULF4: Mini-Research Module 1. |
| 133     | 24. veljače   | 2011.  | STS-133  | Discovery  | 6      | 12d 19h         | Kennedy           | Sklapanje ISS let ULF5, PMM, Leonardo (ostaje permanentno pričvršćen), ELC 4. Posljednja misija za Discovery.                                                                                     |
| 134     | 16. svibnja   | 2011.  | STS-134  | Endeavour  | 6      | 15d 18h         | Kennedy           | Sklapanje ISS let ULF6, ELC 4, ROEU, Alpha Magnetic Spectrometer. Posljednja planirana misija za Endeavour.                                                                                       |

### Planirane misije
| Rd. br. | Dan       | Godina | Misija  | Shuttle  | Posada | Trajanje | Napomene |
| ------- | --------- | ------ | ------- | -------- | ------ | -------- | --- |
| 135     | 8. srpnja | 2011.  | STS-135 | Atlantis | 4      | ~12d     | Višenamjenski logistički modul (MPLM) Raffaello. Posljednja planirana misija za Atlantis, i posljednji let programa Space Shuttle. |

## Moguće i neobavljene misije spašavanja
| Nije lansiran | 2005. | STS-300 | Atlantis    | 4/11 | ~11d | Misija spašavanja za STS-114 ako bi Discovery bio oštećen ili blokiran u svemiru. |
| Nije lansiran | 2006. | STS-300 | Atlantis    | 4/11 | ~11d | Misija spašavanja za STS-121 Discovery                                            |
| Nije lansiran | 2006. | STS-301 | Discovery   | 4/10 | ~11d | Misija spašavanja za STS-115 Atlantis                                             |
| Nije lansiran | 2007. | STS-317 | Atlantis    | 4/11 | ~11d | Misija spašavanja za STS-116 Discovery                                            |
| Nije lansiran | 2007. | STS-318 | Endeavour   | 4/11 | ~11d | Misija spašavanja za STS-117 Atlantis                                             |
| Nije lansiran | 2007. | STS-322 | Discovery   | 4/11 | ~11d | Misija spašavanja za STS-118 Endeavour                                            |
| Nije lansiran | 2007. | STS-320 | Atlantis    | 4/11 | ~11d | Misija spašavanja za STS-120 Discovery                                            |
| Nije lansiran | 2008. | STS-323 | Discovery ¹ | 4/11 | ~11d | Misija spašavanja za STS-122 Atlantis                                             |
| Nije lansiran | 2008. | STS-324 | Discovery   | 4/11 | ~11d | Misija spašavanja za STS-123 Endeavour                                            |
| Nije lansiran | 2008. | STS-326 | Endeavour   | 4/11 | ~11d | Misija spašavanja za STS-124 Discovery                                            |
| Nije lansiran | 2009. | STS-400 | Endeavour   | 4/11 | ~11d | Misija spašavanja za STS-125 Atlantis                                             |
|               | 2011. | STS-335 | Atlantis    | 4/10 | 10d  | Misija spašavanja za STS-134 Endeavour                                            |

¹ Izvorno raspoređen Endeavour, zamijenio ga Discovery radi kontaminacijskih problema.

## Vanjske poveznice
- Raketne i Shuttle misije NASA-e
- NASA ISS Consolidated Launch Manifest  Arhivirana inačica izvorne stranice od 8. rujna 2006. (Wayback Machine)
- Unofficial Space Shuttle Manifest
- Svemirske i austronautičke novosti  Arhivirana inačica izvorne stranice od 27. kolovoza 2008. (Wayback Machine).